# Antroponáutica (Movimento literário)
Antroponáutica é um movimento literário criado no início da década de 1970 na cidade de São Luís, Maranhão. O movimento foi criados por Viriato Gaspar, Raimundo Fontenele, Chagas Val, Valdelino Cécio e Luís Augusto Cassas e Mário Luna. O nome do movimento é uma homenagem  ao poeta Bandeira Tribuzzi.

## História
O movimento começou, aproximadamente, em 1971, quando começaram a acontecer encontros em um bar chamado "Canto da Viração", localizado no centro da cidade de São Luís. O objetivo do movimento era  renovar a poesia no estado do Maranhão, promovendo uma ruptura rompendo com as antigas escolas literárias do Século XIX. Inicialmente, queriam a atenção da elite literária da capita do Maranhão e alcançaram quando João Mohana, Nascimento de Moraes, Arlete Nogueira, Jomar Moraes e Nauro Machado perceberam a chegada do grupo de jovens poetas que buscavam desejavam mudanças no meio literário do estado do Maranhão. Posteriormente, o grupo começou a publicar no Jornal do Dia, no Jornal do Maranhão (da Arquidiocese).  Após isso,  os Antroponautas foram reconhecidos como novos nomes da literatura maranhense e logo depois foi publicada Antologia Poética do Movimento Antroponáutica. Os integrantes do movimento foram convidados a fazer parte de um projeto da Fundação Cultural, onde os cinco publicaram com outros novos poetas na Antologia Hora do Guarnicê.
Artistas de outras areas, como pintores, músicos e fotografos também foram convidados a participar do movimento.